# Generation haram
Generation haram – Warum Schule lernen muss, allen eine Stimme zu geben ist das im Jahr 2020 veröffentlichte Buch der österreichischen Journalistin und Publizistin Melisa Erkurt. Auf circa 190 Seiten verknüpft Erkurt ihre Beobachtungen von (Mehrfach-)Benachteiligungen an sogenannten „Brennpunktschulen“ mit größeren strukturellen Diskriminierungsproblemen der österreichischen Gesellschaft. Dabei lässt sie ihre eigenen Erfahrungen als Arbeiterkind mit bosnischer Migrationsbiografie sowie als Germanistik-Studentin und Deutschlehrerin im österreichischen Bildungssystem einfließen. Erkurt kritisiert das Schulsystem dafür, dass es von Anfang an nicht allen Kindern und Jugendlichen die gleiche Chance gibt, denn das österreichische Schulsystem sei für autochthone Schülerinnen und Schüler (d. h. für Personen ohne Migrationsgeschichte) konstruiert und diskriminiere Schülerinnen und Schüler mit Migrationsgeschichte strukturell. Erkurt stellt basierend auf ihren Beobachtungen und Gesprächen mit im Bildungswesen tätigen Personen Forderungen für ein System auf, in dem Chancengleichheit nicht nur versprochen, sondern auch umgesetzt wird. Generation haram hat den gegenwärtigen österreichischen Diskurs um Bildung und Migration stark geprägt und wurde darüber hinaus auch in Deutschland rezipiert.

## Entstehungsgeschichte
Bereits 2016 veröffentlichte Erkurt beim Magazin biber einen Artikel mit dem Titel „Generation haram“. In diesem schrieb Erkurt über das Jugendwort haram und dessen Verwendung von muslimischen Schülern gegenüber deren muslimischen Mitschülerinnen. Erkurt hatte als Schulprojektleiterin im Rahmen des „Newcomer-Projektes“ von biber beobachtet, wie muslimische Schüler das Verhalten ihrer Mitschülerinnen zu regulieren versuchten, während sie selbst außer der scheinbar islamischen Verbotskultur wenig über den Islam und seine Werte zu sagen wussten. Die Themen des Artikels, zu welchen die von Erkurt beobachtete neue Verbotskultur und radikale Tendenzen unter muslimischen Jugendlichen gehören, werden zwar in Erkurts Buch kurz aufgegriffen, jedoch legt Generation haram den Schwerpunkt auf die Tatsache, dass die Schule allen Schülerinnen und Schülern gleichermaßen eine Stimme geben sollte, dies aber nicht tut.
Nach drei Jahren als Schulprojektleiterin für das „Newcomer-Projekt“ von biber und nach ihrem bereits 2016 abgeschlossenen Lehramtsstudium für Deutsch und Psychologie beschloss Erkurt 2018 selbst an einer Schule zu unterrichten, um sich ein eigenes Bild von den Problemen zu machen, über die Susanne Wiesinger in ihrem 2018 veröffentlichten Kulturkampf im Klassenzimmer geschrieben hatte. Erkurt unterrichtete für das Schuljahr 2018/2019 an einer Wiener Allgemeinbildenden Höheren Schule (AHS) mit einem über achtzigprozentigen Anteil an Schülerinnen und Schülern mit Migrationsbiografie. Nach einem Jahr beschloss Erkurt zurück in den Journalismus zu gehen, um sich dort für mehr Diversität einzusetzen. Ihre Entscheidung für das vorläufige Ende ihrer Tätigkeit als Lehrerin bezeichnete sie als „eine der schwierigsten Entscheidung[en] [ihres] Lebens“.
Generation haram berichtet über dieses Unterrichtsjahr und stellt eine Art Gegenentwurf zu Erfahrungsberichten wie Sabine Wiesingers Kulturkampf im Klassenzimmer oder Eine Lehrerin sieht Rot von Doris Unzeitig dar. Während Erfahrungsberichte aus dem Klassenzimmer bis dato von autochthonen Lehrpersonen verfasst wurden, schreibt Erkurt als Person mit Migrationsgeschichte über ihre eigenen Erfahrungen mit dem österreichischen Bildungssystem. Generation haram widmet sie dabei allen, „die nie eine Chance hatten“. Sie schreibt für und über Personen, die wie sie zu den Bildungsverliererinnen und -verlierern des österreichischen Schulsystems zählen.

## Inhalt
Generation haram zeigt die Ungleichbehandlung von sozio-ökonomisch benachteiligten Kindern in der österreichischen Gesellschaft, spezifisch im Schulsystem, auf. Dabei steht vor allem die strukturelle Benachteiligung von Kindern mit Migrationsgeschichte im Fokus, wobei Menschen mit Migrationsbiografie den größten Anteil der sozio-ökonomisch Benachteiligten in Österreich ausmachen. Erkurt stellt fest, dass das Schulsystem maßgeblich zur Verfestigung von Ungleichheiten beiträgt, anstatt sie aufzuheben. Einer der Hauptgründe dafür ist Erkurt zufolge, dass das österreichische Bildungssystem für privilegierte Kinder konzipiert ist und keinen natürlichen Platz für benachteiligte Kinder aus bildungsferneren Familien vorsieht. Die Verfestigung der Ungleichheiten geschehe dabei unter anderem durch die Voraussetzung von materieller und infrastruktureller Ausstattung in den Elternhäusern, durch Vorurteile und Diskriminierung in den Schulen selbst, durch einseitig für autochthone Schülerinnen und Schüler erstellte Lehrpläne sowie durch zu wenig (diverses) Personal.
Lehrausbildung
Erkurt weist auf das Problem hin, dass sie in ihrer Lehrausbildung nie auf ein diverses Klassenzimmer vorbereitet worden ist. Erkurt schreibt dabei über „Hülyas und Alis“, für die das System Aussortierung vorsieht, um Schülerinnen und Schüler wie „Annas und Pauls“, auf deren Bedürfnisse der Unterricht und die Lehrausbildung zugeschnitten ist, zu unterrichten. In der Ausbildung zur Lehrperson werde außer Acht gelassen, wie man mit Kindern umgehe, die daheim keine gute W-Lan-Verbindung, keinen eigenen Computer, Schreibtisch oder ein ruhiges Zimmer zum Lernen haben. Vor allem in von Migration geprägten Räumen würde das System nicht mehr zu den Kindern passen, die tatsächlich in die Schule gehen, und von denen viele eine Migrationsbiografie und geringe Deutschkenntnisse aufweisen.
Verlass auf die Eltern und die Infrastruktur daheim
Viel zu sehr verlasse das System sich auf die Eltern und versuche sie miteinzubeziehen. Dabei blieben aber die sozio-ökonomisch benachteiligten Kinder und Jugendlichen auf der Strecke, die laut Erkurt die Leidtragenden davon sind, dass sich die Schule so sehr auf die Eltern verlässt. Diese hätten oftmals weder die Zeit noch die (Sprach-)Kompetenzen, um ihre Kinder zu unterstützen. Erkurt plädiert deshalb für ein System, welches nichts voraussetzt. Die Corona-Krise verschärfe die bereits bestehenden Missstände. Es zeige sich einmal mehr, dass das Schulsystem auf die Mittelschicht zugeschnitten sei, denn hauptsächlich dort, wo eine stabile Internet-Verbindung, Zugang zu einem Computer und helfende Erziehungsberechtigte vorausgesetzt werden können, hätte die Umstellung auf E-Learning funktioniert.
Antimuslimischer Rassismus
Erkurt verwendet die Bezeichnung „antimuslimischer Rassismus“ trotz Kritik, die sie dafür erfahren hat. Eine klare Benennung der Diskriminierung, welcher Muslimas und Muslime in Österreich und Deutschland ausgesetzt sind, sei wichtig, da ohne einen konkreten Namen rassistische Erfahrungen von muslimischen Menschen und die Geschichte dieser Diskriminierung unsichtbar gemacht werden würden. Erkurt begründet ihre Verwendung des Wortes „Rassismus“, indem sie auf den Diskurs des „Rassismus ohne Rassen“ verweist. „Rasse“ werde heutzutage nicht mehr im Sinne von biologistischen Zuschreibungen konstruiert. Stattdessen würden immer mehr Kultur und Religionszugehörigkeit ethnisiert werden. Was Rassismus ausmache, sei die Annahme, dass bestimmte Menschen unveränderlich minderwertiger seien als andere.
Erkurt beschreibt, wie vor allem muslimische Jungen und Männer, denen man die Migrationsgeschichte ansieht oder vom Namen ablesen kann, mit Hass, Gewalt und Vorurteilen konfrontiert werden. Des Weiteren schreibt sie über den Druck, den die Gesellschaft auf kopftuchtragende Mädchen und Frauen ausübt, und den Rassismus, den diese wegen des Tragens im Alltag und am Arbeitsplatz erfahren.
Forderungen
Um eine Schule zu schaffen, die allen Schülerinnen und Schülern Chancengleichheit bietet, braucht es nach Erkurt unter anderem folgende Änderungen im System:
- Mehr Personen mit Migrationsgeschichte müssen für den Lehrberuf angeworben werden und bereits die Lehrausbildung sollte sie für Diskriminierung sensibilisieren
- Lehrpersonen sollten unterstützt werden, indem Teams bestehend aus Sozialarbeiterinnen und Sozialarbeitern sowie Psychologinnen und Psychologen als Unterstützung zum Lehrpersonal an Schulen eingesetzt werden
- Die verpflichtende kostenlose Ganztagsschule sollte eingeführt werden, um das Bildungssystem komplett zu entprivatisieren
- Durch eine Quotenregelung für Schulen sollten die sozialen Schichten durchgemischt werden, damit die Lernendengruppen sozio-ökonomisch ausgewogener sind
- Es bräuchte Migrantenquoten in Politik, Medien und anderen Bereichen, in denen Migrantinnen und Migranten stark unterrepräsentiert sind, damit Kinder mit Migrationsgeschichte Vorbilder haben
- Die (Sprach-)Kompetenzen, die (die meist mehrsprachigen) Kinder mit Migrationsgeschichte mitbringen, sollten erkannt und gewürdigt werden, anstatt dass lediglich die (Sprach-)Defizite thematisiert werden
- Der Deutschunterricht muss an die Schülerinnen und Schüler angepasst werden
- Lesen und Literatur sollte als eigenes Fach eingeführt und Migrationsliteratur im Lehrplan inkludiert werden[14][15][9]

## Form
Generation haram ist in erzählend-anekdotischer und diagnostischer Weise (d. h. die Schwachstellen des Schulsystems diagnostizierend) geschrieben. Während Erkurt Ergebnisse aus der Wissenschaft einbindet, ist der Text selbst nicht von wissenschaftlichen Studien, sondern von den Alltagserfahrungen der Betroffenen geprägt. Darüber hinaus verwendet Erkurt nicht immer eine wertfreie Sprache. So bezeichnet sie beispielsweise gut situierte Eltern mit dem implizit abwertenden Begriff „Bobo-Eltern“.

## Rezeption
Generation haram ist vor allem in Österreich stark rezipiert worden und hat dort seit seinem Erscheinen den gegenwärtigen Diskurs rund um Migration und Schule geprägt. Besonders ist dabei, dass Erkurt eine der einzigen Personen im österreichischen Bildungsdiskurs ist, die selbst eine Migrationsgeschichte hat. Dass Erkurt die Benachteiligung von sozio-ökonomisch Dis-Privilegierten anspricht, veranschaulicht und zur Grundlage ihrer Forderung für Verbesserungen im Schulsystem macht, kann darüber hinaus als Alleinstellungsmerkmal des Buches gewertet werden.

### Rezensionen
Trotz der spezifischen Kritik am Schulsystem Österreichs wurde Generation haram im gesamten deutschsprachigen Raum rezipiert, wobei sich laut der Frankfurter Allgemeinen Zeitung (FAZ) „die geschilderten österreichischen Verhältnisse weitgehend auf Deutschland übertragen lassen.“ Von der FAZ und dem Standard wurden vor allem die Passagen gelobt, in denen Erkurt ihre Schülerinnen und Schüler selbst zu Wort kommen lässt, oder von deren oder ihren eigenen Diskriminierungserfahrungen berichtet. Erkurt wird außerdem für ihre Beobachtungsgabe, ihre Empathie und ihre treffende Kritik gelobt und das Werk selbst als „streitlustig und kämpferisch, manchmal auch spöttisch“ beschrieben. Eine vor allem in den Paratexten häufig zitierte Rezension stammt von dem deutsch-bosnischen Schriftsteller Saša Stanišic. Er schreibt: „Das Buch von Melisa Erkurt sollte Lektüre werden in der Ausbildung von Pädagog*innen und Lehrkräften. Es zeigt präzise, pragmatisch, konstruktiv die Verfehlungen und Unwegsamkeiten der Bildungssysteme, in denen viele Kinder aus ‚bildungsfremden‘ Familien auf der Strecke bleiben … Eine Wucht!“
Einer der Kritikpunkte an Erkurts Buch ist der leicht irreführende Titel Generation haram. Zwar stellt Erkurt damit einen Bezug zu ihrem 2016 im biber erschienenen Artikel „Generation haram“ her, jedoch werden die Themen aus dem Artikel in dem Buch selbst kaum aufgegriffen. Des Weiteren wird Erkurts Begründung für die Bezeichnung von Diskriminierung gegenüber muslimischen Personen als „antimuslimischen Rassismus“ von der FAZ als „[w]enig überzeugend“ befunden. Außerdem hätte der FAZ zufolge der starke Fokus auf die Erfahrungen von muslimischen Personen zugunsten der größeren Gruppe an migrantischen Personen aufgegeben werden können. An den Forderungen selbst wird teilweise die Absolutheit kritisiert, mit der sie postuliert werden. Darüber hinaus werden bei der Idee zur verpflichtenden Ganztagsschule die unterschiedlichen Situationen der Schülerinnen und Schüler angemerkt. Während eine verpflichtende Ganztagsschule für manche Kinder eine Entlastung darstellen könne, könne sie von anderen als Belastung wahrgenommen werden.

### Mediale Auftritte der Autorin
Erkurt wurde nach Erscheinen ihres Werkes vielfach zu ihrem Buch und zum Thema Migration und Schule interviewt. So diskutierte sie beispielsweise in der Video-Reihe „Mitreden“ der Tageszeitung Der Standard mit dem damaligen Bildungsminister Heinz Faßmann über die Situation an Österreichs Schulen und war in der Ausgabe der ZIB 2 am 26. August 2020 zu Gast. Am 27. Oktober 2020 waren Erkurt und Susanne Wiesinger, Autorin von Kulturkampf im Klassenzimmer, zu einem vom Österreichischen Integrationsfonds (ÖIF) organisierten Podiumsgespräch eingeladen. Die Bilder, die die beiden Autorinnen über die Situation an Schulen zeichnen, unterscheiden sich vor allem in der Beschreibung der migrantischen Schülerinnen und Schüler. Erkurt wirft Wiesinger vor, rassistische Vorurteile zu haben, welche in Kulturkampf im Klassenzimmer zum Ausdruck kämen, und Wiesinger befindet Generation haram als zu eindimensional. Erkurt war auch Interviewpartnerin in der 21. Folge der Ali Mahlodji Show, welche am 19. August 2020 auf YouTube und als Podcast ausgestrahlt wurde.

## Auszeichnungen
2021: Bruno-Kreisky-Preis für das politische Buch 2020 – Sonderpreis „Arbeitswelten-Bildungswelten“

### Textausgaben
- Generation haram. Warum Schule lernen muss, allen eine Stimme zu geben. Paul Zsolnay Verlag, 2020, ISBN 978-3-552-07210-7.

### Sekundärliteratur
- Veronika Bernard: Melisa Erkurt (2020): Generation Haram. Warum Schule lernen muss, allen eine Stimme zu geben - Rezension. In: Diskurs Kindheits- und Jugendforschung/Disourse. Journal of Childhood and Adolescence Research. Band 16, Nr. 1, 2021, ISSN 1862-5002, S. 128–129, doi:10.3224/diskurs.v16i1.11.